# Pyrénées-Atlantiques
Pyrénées-Atlantiques, på baskiska Pirinio Atlantikoak, är ett departement i regionen Nouvelle-Aquitaine i sydvästra Frankrike. Residensstaden heter Pau. Pyrénées-Atlantiques har över 640 000 invånare och består av tre arrondissement, 52 kantoner och 547 kommuner. I den tidigare regionindelningen som gällde fram till 2015 tillhörde Pyrénées-Atlantiques regionen Aquitaine.

## Historia
Fram till 1969 hette området Basses-Pyrénées och var ett av de 83 ursprungliga departement som bildades under den franska revolutionen. Det bildades genom att man lade samman de tre baskiska provinserna Lapurdi, Nedre Navarra och Zuberoa med tre gasconska: Bayonne, Bidache och Béarn. Från residensstaden Pau kommer Sveriges förste kung av Bernadotte-släkten, Karl XIV Johan.